# Hartmut Heidemann
Hartmut Heidemann (5. června 1941 Duisburg – 31. července 2022) byl německý fotbalista, levý obránce.

## Fotbalová kariéra
V německé bundeslize hrál za MSV Duisburg. V bundeslize nastoupil ve 292 ligových utkáních a dal 19 gólů. Za reprezentaci Německa nastoupil v roce 1966 ve 3 utkáních.

## Ligová bilance
| Ročník                               | Zápasy | Góly | Klub           |
| ------------------------------------ | ------ | ---- | -------------- |
| Německá fotbalová Bundesliga 1963/64 | 29     | 1    | Meidericher SV |
| Německá fotbalová Bundesliga 1964/65 | 28     | 0    | Meidericher SV |
| Německá fotbalová Bundesliga 1965/66 | 32     | 2    | Meidericher SV |
| Německá fotbalová Bundesliga 1966/67 | 22     | 6    | MSV Duisburg   |
| Německá fotbalová Bundesliga 1967/68 | 33     | 5    | MSV Duisburg   |
| Německá fotbalová Bundesliga 1968/69 | 19     | 2    | MSV Duisburg   |
| Německá fotbalová Bundesliga 1969/70 | 30     | 2    | MSV Duisburg   |
| Německá fotbalová Bundesliga 1970/71 | 32     | 5    | MSV Duisburg   |
| Německá fotbalová Bundesliga 1971/72 | 29     | 0    | MSV Duisburg   |
| CELKEM Německá fotbalová Bundesliga  | 292    | 19   |                |